# Ludolph van Ceulen
Ludolph van Ceulen (1540-1610) là nhà toán học người Hà Lan. Ông là một trong những nhà toán học lớn thời kỳ Phục hưng. Ông đã dành gần 50 năm trong hơn 70 năm của đời mình để để có thể tìm ra số Pi chính xác đến 35 chữ số sau dấu phẩy. Ông đã tính toán ra được như vậy là nhờ việc xét đa giác đều 262 cạnh. Đây là một kết quả rất có ý nghĩa, bởi không chỉ giúp chúng ta biết số Pi có những gì mà còn phá kỷ lục mà Tổ Xung Chi lập ra hơn 1000 năm trước đó. Ludolph van Ceulen rất tự hào về việc mình đã làm, nên trước khi mất, ông khuyên mọi người hãy khắc số PI ông tìm được lên bia mộ của mình. Ông quả là tấm gương lớn về sự cần cù, hướng tới một mục đích tốt đẹp. Học trò nổi bật của ông có Willebrord Snell cũng là một nhà khoa học lớn thời Phục hưng, người đã tìm ra định luật về ánh sáng.

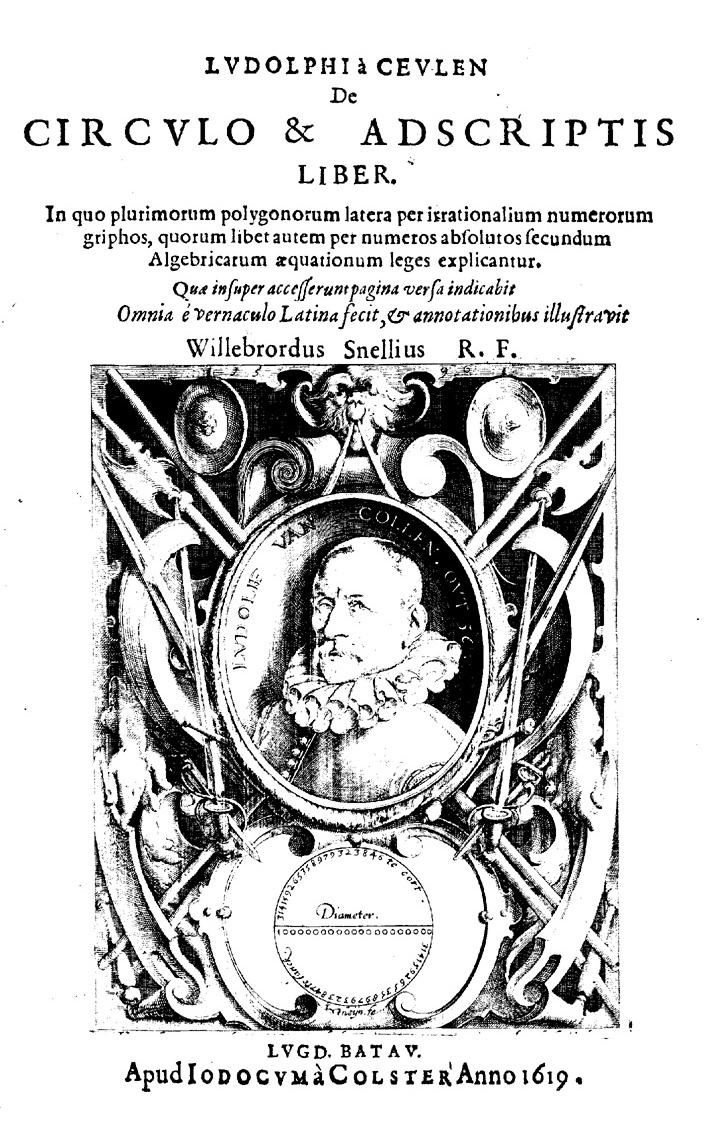
De circulo & adscriptis liber (1619)